# 绛县长春观
绛县长春观，位于山西省运城市绛县陈村镇东荆下村，是中华人民共和国山西省文物保护单位之一。
2004年6月10日，授予山西省文物保护单位，是一座古建筑。